# جورج هربرت بيكر
جورج هربرت بيكر (بالإنجليزية: George Herbert Baker)‏ هو رسام أمريكي، ولد في 14 فبراير 1878 في مونسي في الولايات المتحدة، وتوفي في 1943 في ريتشموند في الولايات المتحدة.